# Корветы типа «Брауншвейг»
Корветы типа «Брауншвейг» (K130) — были разработаны в 2000-х годах немецкими судостроительными компаниями: Blohm + Voss и ThyssenKrupp. Решение о разработке и строительстве корветов проекта K130 было принято в 2000 году. Головной корабль серии F260 Braunschweig спущен на воду в 2006 году, введен в строй 16 апреля 2008. В 2007 году спущен второй корвет серии — F261 Magdeburg, в 2007 году — сразу три корабля спущены на воду: F262 Erfurt, F263 Oldenburg, F264 Ludwigshafen. Ещё пять кораблей планировалось ввести в состав Военно-морского флота Германии с 2010 по 2015 год. На середину 2025 года ни один из новых кораблей в строй так и не был введён.
В качестве прототипа взяты проекты: F123 Бранденбург и F124 Саксония. Как и проект F124 Саксония, корабль оснащён технологиями «Стелс». На корабле могут быть размещены два беспилотных летательных аппарата (БПЛА) или один вертолёт NH90.

## Список кораблей
| Название     | Бортовой номер | Спущен на воду | Вошёл в строй    | Примечания |
| ------------ | -------------- | -------------- | ---------------- | ---------- |
| Braunschweig | F260           | 2006           | 16 апреля 2008   |            |
| Magdeburg    | F261           | 2006           | 22 сентября 2008 |            |
| Erfurt       | F262           | 2007           | 28 февраля 2013  |            |
| Oldenburg    | F263           | 2007           | 21 января 2013   |            |
| Ludwigshafen | F264           | 2007           | 21 Марта 2013    |            |
| Köln         | F265           |                |                  | строится   |
| Emden        | F266           |                |                  | строится   |
| Karlsruhe    | F267           |                |                  | строится   |
| Augsburg     | F268           |                |                  | строится   |
| Lübeck       | F269           |                |                  | строится   |

## Сравнение корветов типа «Брауншвейг» K130 с корветами типа «Стерегущий»
В ТРК «Звезда» вышел соответствующий сюжет со ссылкой на эксперта Александра Мозгового.

## Галерея
- Корвет Braunschweig (F 260)